# Estación 10 PLMB
La Estación 10 de la PLMB será una de las estaciones que forman parte del Metro de Bogotá, pertenecerá a la Línea 1 actualmente en construcción. Se ubicará en el límite de las localidades de Los Mártires y Antonio Nariño al centro de Bogotá.

## Ubicación
La estación estará ubicada en el centro de la ciudad, más específicamente sobre la Calle Primera con carrera 24. Se accederá a ella a través del espacio público de la Calle Primera al nivel del suelo.
Atenderá la demanda de los barrios Santa Isabel, La Fraguita y sus alrededores. En las cercanías se encuentra el Centro Único de Recepción de Niños.

## Origen del nombre
La estación recibe su nombre temporal de la numeración realizada en la etapa de diseño de la primera línea del metro de Bogotá para cada una de las 16 estaciones que la componen. Se espera que el nombre definitivo sea elegido por la comunidad antes de ser puesta en funcionamiento la estación de la misma manera como se ha realizado con las más recientes estaciones de TransMilenio.

## Historia
En 2016 se dio a conocer el diseño de las estaciones de la primera línea del metro de Bogotá. La licitación inició en el año 2018 y finalmente fue adjudicada la construcción en el año 2019 la cual inició en el 2020.

## Servicios de la estación
Además de servir como plataforma para acceso a los trenes de la primera línea del metro de Bogotá, la estación contará con servicios adicionales como cicloparqueaderos, baños públicos, áeras comerciales de ingreso libre, entre otros:

### Esquema de la estación
| Nivel 3 | Área técnica                                       | Área técnica      | Área técnica      | Área técnica      | Área comercial | Área comercial | Área comercial |
| Nivel 3 |                                                    |                   | Edificio norte    |                   |                |                |                |
| Nivel 3 |                                                    |                   |                   |                   |                |                |                |
| Nivel 3 | Plataforma norte las puertas se abren a la derecha |                   |                   |                   |                |                |                |
| Nivel 3 | ← Occidente Hacía la Estación 9                    |                   |                   |                   |                |                |                |
| Nivel 3 | Oriente Hacía la Estación 11 →                     |                   |                   |                   |                |                |                |
| Nivel 3 | Plataforma sur las puertas se abren a la derecha   |                   |                   |                   |                |                |                |
| Nivel 3 |                                                    |                   |                   |                   |                |                |                |
| Nivel 3 | Edificio sur                                       |                   |                   |                   |                |                |                |
| Nivel 3 |                                                    |                   |                   |                   |                |                |                |
| Nivel 3 | Área comercial                                     |                   |                   |                   |                |                |                |
|         |                                                    |                   |                   |                   |                |                |                |
| Nivel 2 |                                                    |                   |                   |                   |                |                | Área técnica   |
| Nivel 2 |                                                    |                   | Edificio norte    |                   |                |                | Área técnica   |
| Nivel 2 | Área comercial                                     | Área comercial    |                   |                   | Área comercial |                |                |
| Nivel 2 | Área comercial                                     | Área comercial    |                   |                   | Área comercial |                |                |
| Nivel 2 |                                                    |                   | Puente peatonal   |                   |                |                |                |
| Nivel 2 | Área comercial                                     | Área comercial    |                   |                   |                |                | Área comercial |
| Nivel 2 | Área comercial                                     | Área comercial    |                   |                   |                |                | Área comercial |
| Nivel 2 | Área comercial                                     | Área comercial    | Edificio sur      |                   |                |                | Área comercial |
| Nivel 2 |                                                    |                   |                   |                   |                |                | Área comercial |
|         |                                                    |                   |                   |                   |                |                |                |
| Nivel 1 |                                                    |                   | Área comercial    | Área comercial    |                | Área comercial | Área comercial |
| Nivel 1 |                                                    |                   | Área comercial    | Área comercial    |                | Área comercial | Área comercial |
| Nivel 1 |                                                    |                   | Área comercial    | Área comercial    |                | Área comercial | Área comercial |
| Nivel 1 | Espacio público                                    |                   |                   |                   |                |                |                |
| Nivel 1 | ←                                                  |                   |                   |                   |                |                |                |
| Nivel 1 | Calle Primera                                      |                   |                   |                   |                |                |                |
| Nivel 1 | →                                                  |                   |                   |                   |                |                |                |
| Nivel 1 | Espacio público                                    |                   |                   |                   |                |                |                |
| Nivel 1 |                                                    |                   | Área comercial    | Área comercial    |                | Área comercial | Área comercial |
| Nivel 1 |                                                    |                   | Área comercial    | Área comercial    |                | Área comercial | Área comercial |
| Nivel 1 |                                                    |                   | Área comercial    | Área comercial    |                | Área comercial | Área comercial |
|         |                                                    |                   |                   |                   |                |                |                |
| Sótano  | Cicloparqueaderos                                  | Cicloparqueaderos | Cicloparqueaderos | Cicloparqueaderos | Edificio norte | Edificio norte |                |
| Sótano  | Cicloparqueaderos                                  | Cicloparqueaderos | Cicloparqueaderos | Cicloparqueaderos |                |                |                |
| Sótano  | Cicloparqueaderos                                  | Cicloparqueaderos | Cicloparqueaderos | Cicloparqueaderos |                |                |                |
| Sótano  | Cicloparqueaderos                                  | Cicloparqueaderos | Cicloparqueaderos | Cicloparqueaderos | Área comercial |                |                |